# Falterkapelle

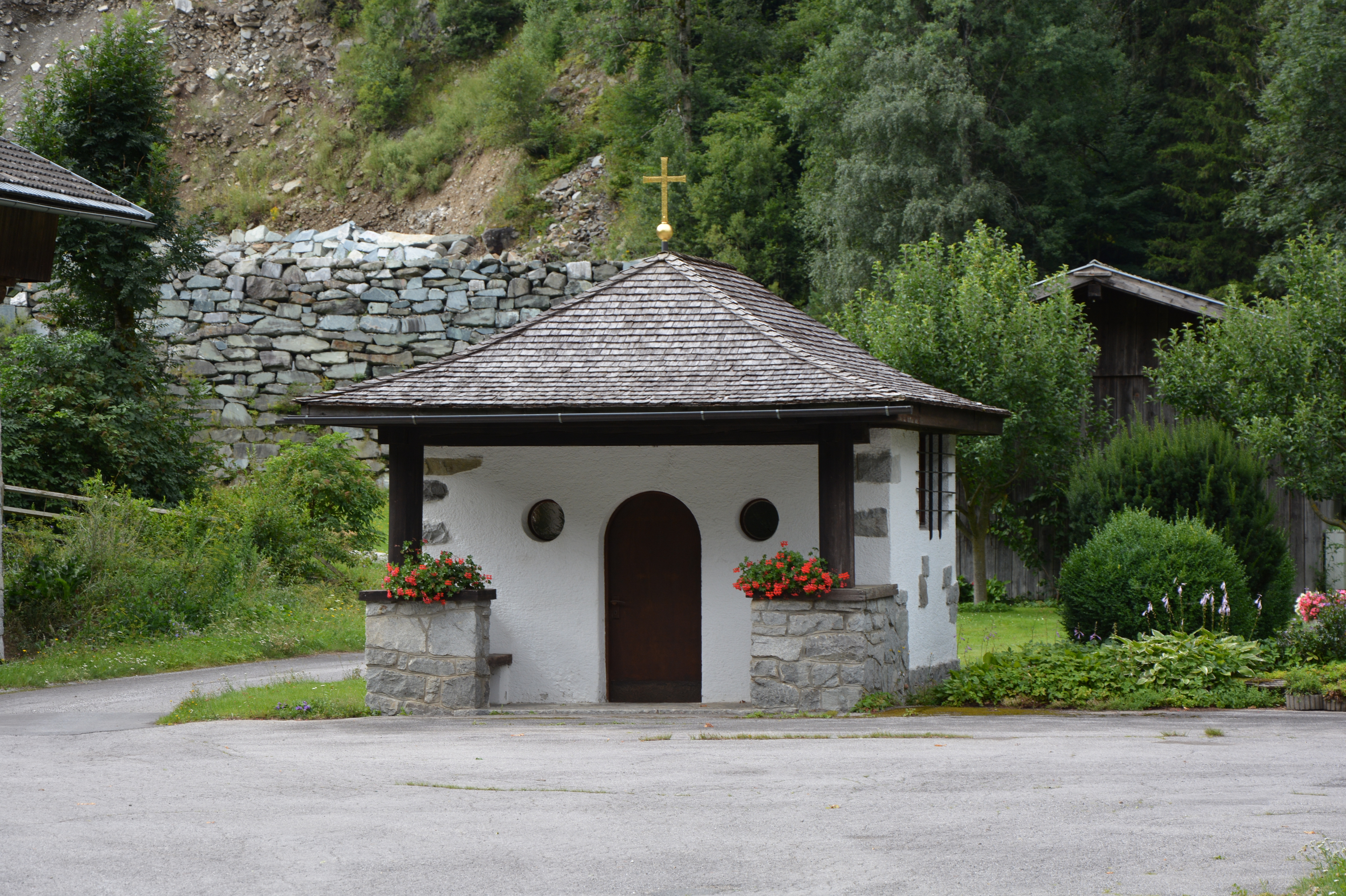
Die Falterkapelle von Norden

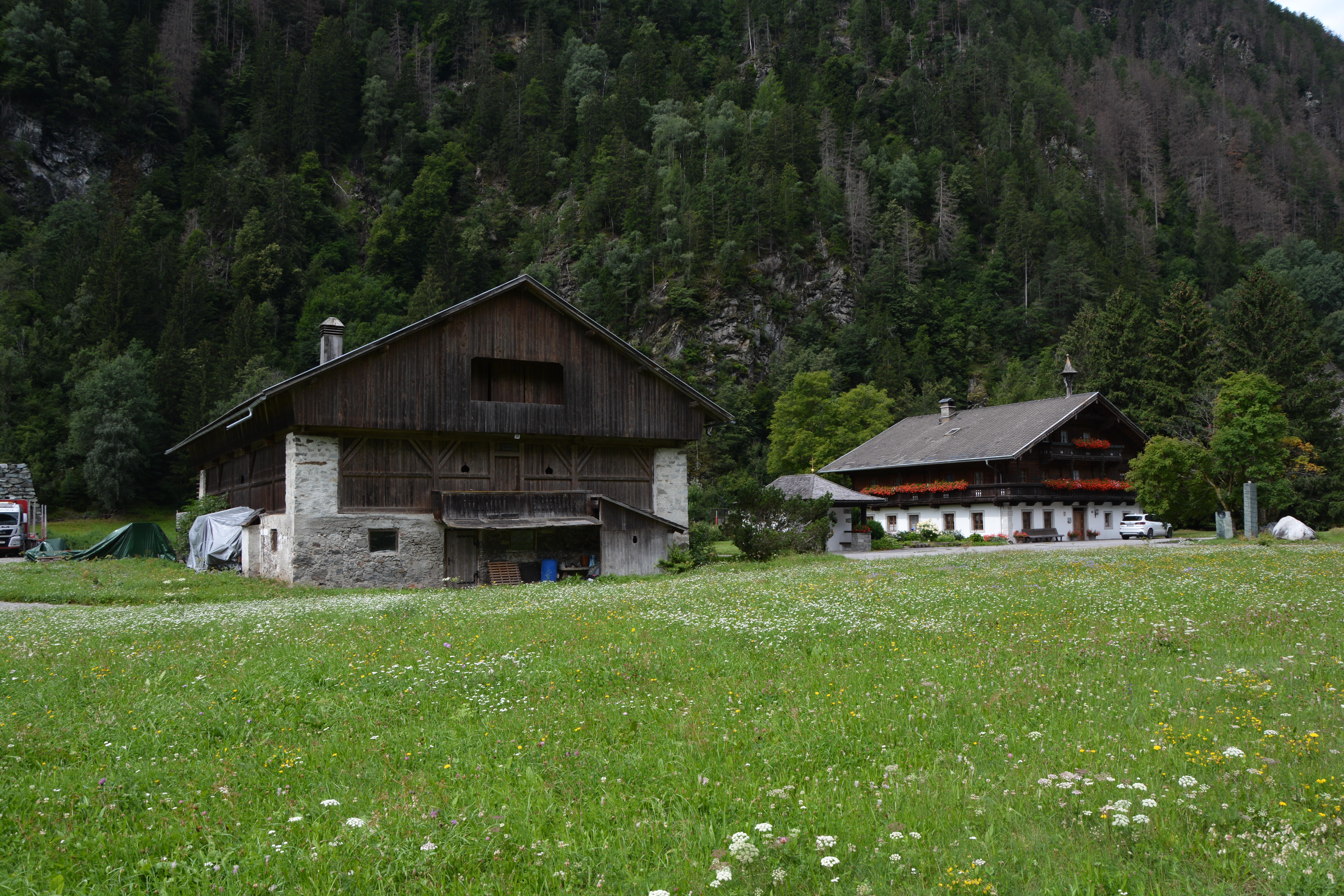
Lage der Kapelle am Bauernhof Falter

Die Falterkapelle oder Kapelle zum heiligen Kreuz ist eine Kapelle im Weiler Falter in der Gemeinde Matrei in Osttirol. Die Kapelle wurde 1935 errichtet.

## Lage
Die Falterkapelle liegt im Zentrum des Paarhofes Falter nahe der Kienburger Straße (L 393). Sie befindet sich zwischen dem Wohn- und dem Wirtschaftsgebäude des Anwesens.

## Geschichte
Die Kapelle geht auf ein Gelöbnis von Franz Mattersberger während des Ersten Weltkriegs zurück. Nachdem bereits zwei seiner drei Söhne im Ersten Weltkrieg gefallen waren, gelobte Franz Mattersberger den Bau der Kapelle, wenn der dritte Sohn der Krieg überleben würde. Nach dem frühen Tod von Franz Mattersberger löste sein zurückgekehrter Sohn Alois Mattersberger das Gelöbnis ein und ließ die Kapelle 1935 nach Plänen des Architekten Lehner aus Lienz errichten, am 19. Oktober 1936 wurde sie geweiht. Zur Einweihung wurden auch die Kreuzwegstationen in der Kapelle eingesetzt.

## Bauwerk
Bei der Kapelle handelt es sich um einen typischen Kapellenbau der 1930er Jahre, der sich in seiner Form von den traditionellen Osttiroler Kapellenbauten abhebt. Die Kapelle hat einen rechteckigen Grundriss mit Rundchor sowie ein schindelgedecktes Zeltdach. Die offene Vorhalle wird von Holzpfeilern getragen. Das Mauerwerk des turmlosen Gebäudes wurde weiß verputzt, wobei jedoch einzelne Steinflächen des Mauerwerks sichtbar gelassen wurden. Das rundbogige Eingangsportal befindet sich auf der Nordseite und wird von zwei kleinen Rundfenstern flankiert. Die Seitenwände wurden durch Rechteckfenster mit schmiedeeisernen Vergitterungen durchbrochen.
Im Inneren der Kapelle wurde der Fußboden mit hellen Fliesen ausgeführt, wobei der Altarbereich um eine Stufe angehoben wurde. Der Altarbereich beherbergt eine Holzmensa mit einer Figurengruppe bestehend aus Kruzifix mit Maria, Johannes und Maria Magdalena. Die beiden Wandgemälde in der Apsis zeigen den heiligen Leonhard und die heilige Notburga. Zudem befindet sich eine Pietà in der Eingangswand.